# Селенат рубидия
Селенат рубидия — неорганическое соединение, 
соль щелочного металла рубидия и селеновой кислоты
с формулой Rb2SeO4,
бесцветные кристаллы,
хорошо растворяется в воде.

## Получение
- Реакция селеновой кислоты и карбонатом рубидия:

{\displaystyle {\mathsf {H_{2}SeO_{4}+Rb_{2}CO_{3}\ {\xrightarrow {}}\ Rb_{2}SeO_{4}+CO_{2}\uparrow }}}

## Физические свойства
Селенат рубидия образует бесцветные кристаллы
ромбической сингонии,
пространственная группа P nam,
параметры ячейки a = 0,7961 нм, b = 1,0794 нм, c = 0,6161 нм, Z = 4
.
При температуре 545°С происходит переход в фазу
гексагональной сингонии,
пространственная группа P 63/mmc,
параметры ячейки a = 0,63428 нм, c = 0,85445 нм, Z = 2,
структура типа селената таллия Tl2SeO4
.
Хорошо растворяется в воде.

## Химические свойства
- С избытком селеновой кислоты образует кислую соль гидроселенат рубидия:

{\displaystyle {\mathsf {Rb_{2}SeO_{4}+H_{2}SeO_{4}\ {\xrightarrow {}}\ 2RbHSeO_{4}}}}